# Organtyna
Organtyna – cienka, prześwitująca tkanina wykonana z poliestru lub mieszanki poliestru z poliamidami; o splocie włosowo-wątkowym; używana w branży dekoracyjnej, np. firanki lub odzieżowej, np. sukienki.
Jednym z nowszych rodzajów organtyny jest semiorgantyna, różniąca się głównie teksturą i rozstawem nitek.